# Fórum dos Governadores do Nordeste
O Fórum dos Governadores do Nordeste é um fórum anual dos governadores do Região Nordeste do Brasil que foi criado para discutir ações de desenvolvimento para cada estado da região, tendo uma ação essencial à promoção do desenvolvimento integrado do Nordeste Brasileiro, junto ao Governo Federal.
O evento trata e discute iniciativas e estratégias políticas visando a facilitar a articulação regional.
O evento reúne todos os governadores da região e, geralmente, são convidados também os governadores de Minas Gerais e Espírito Santo, já que em muitas reuniões costumam-se tratar assuntos relacionados à Superintendência do Desenvolvimento do Nordeste (SUDENE) que também atua nesses estados, isso, sempre conta com a representação do Governo Federal, aprofundando os temas de interesse regional e trazendo novas propostas na busca de mobilizar as esferas de governo estadual e federal em busca da melhoria da qualidade de vida da população nordestina em geral.
Com a consolidação do encontro, uma agenda comum passou a ser elaborada pelos governadores que também contam com o Governo Federal.
Com a reinstalação da SUDENE, passou-se a discutir, também, assuntos relacionados à superintendência, realizando-se reuniões deliberativas para tratar do assunto, dentro do Fórum dos Governadores.
Na edição de 2019, foi criado o Consórcio Nordeste, um consórcio interestadual com objetivo de promover o desenvolvimento sustentável e integrado na região Nordeste, possibilitando a realização de compras conjuntas e a implementação integrada de políticas públicas, como nas áreas de educação e segurança.

## Edições

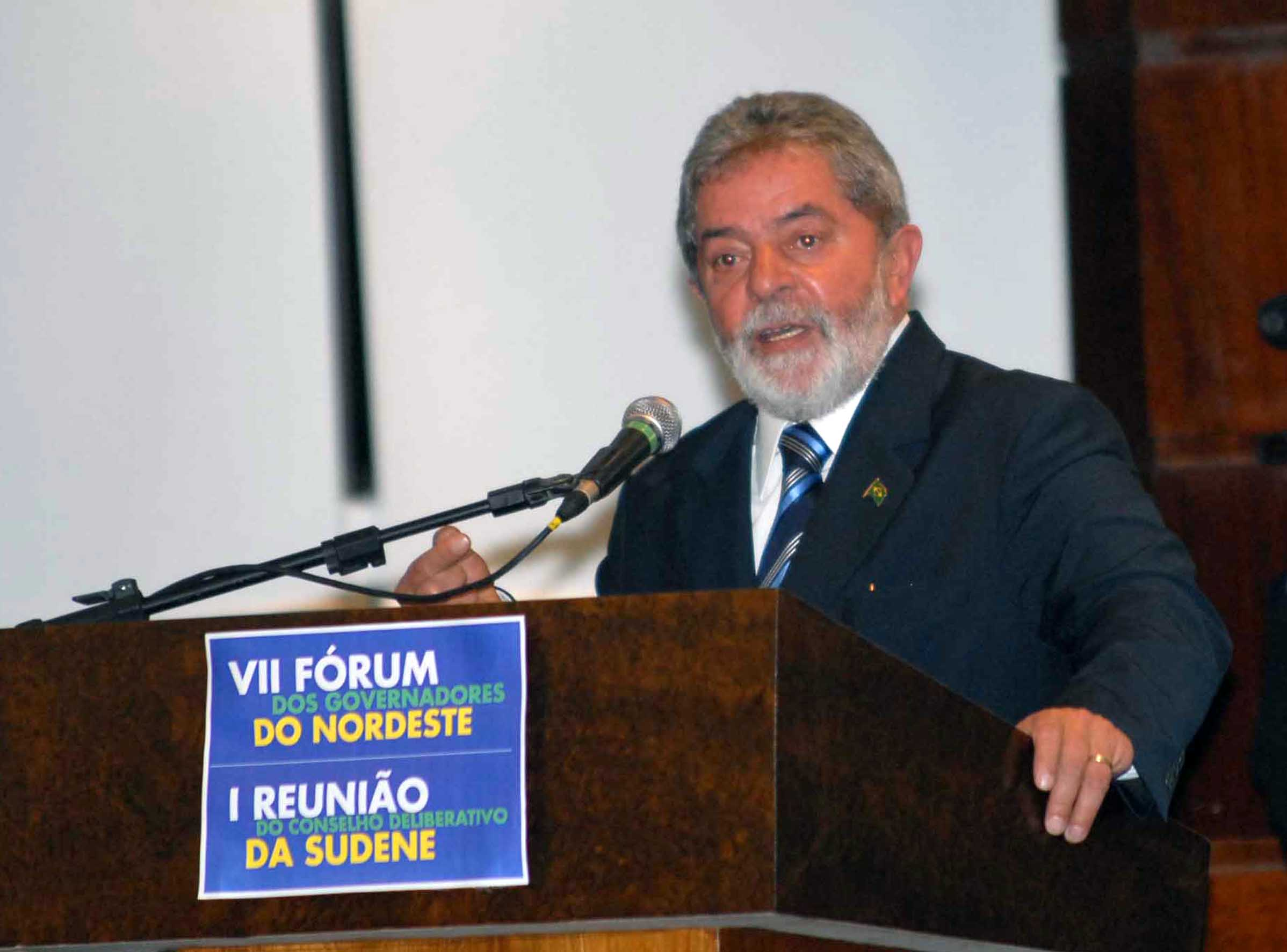
O então presidente Lula da Silva discursando no VII Fórum dos Governadores do Nordeste, realizado concomitantemente à I Reunião do Conselho Deliberativo da SUDENE.

| Edição | Ano  | Município-sede      | Estado anfitrião                       |
| ------ | ---- | ------------------- | -------------------------------------- |
| VI     | 2006 | Aracaju             | Sergipe                                |
|        | 2007 | Salvador            | Bahia                                  |
| VIII   | 2007 | Natal               | Rio Grande do Norte[carece de fontes?] |
| VI     | 2008 | Barra dos Coqueiros | Sergipe                                |
| VII    | 2008 | Maceió              | Alagoas                                |
| IX     | 2008 | Recife              | Pernambuco[carece de fontes?]          |
| X      | 2009 | Montes Claros       | Minas Gerais                           |
| XI     | 2010 | João Pessoa         | Paraíba[carece de fontes?]             |
| XII    | 2011 | Barra dos Coqueiros | Sergipe                                |
|        | 2014 | João Pessoa         | Paraíba                                |

### 2011
O XII Fórum dos Governadores do Nordeste discutiu ações de desenvolvimento para cada estado da região, tendo uma ação essencial à promoção do desenvolvimento integrado do Nordeste Brasileiro, junto ao Governo Federal. O evento aconteceu no dia 21 de fevereiro de 2011, no Centro de convenções do Hotel e Resort Dioro, localizado na Ilha de Santa Luzia, Barra dos Coqueiros, Sergipe, próximo a Aracaju, a capital do estado. O evento foi organizado pelas secretarias estaduais do Planejamento (Seplan), da Casa Civil e a da Comunicação Social (Secom).
Os dois principais temas abordados foram: o Governo Dilma Rousseff e o Nordeste; e um novo projeto para financiar o Desenvolvimento Econômico e Social do Nordeste. Além de outros temas que foram apresentados pelos governadores participantes. Os principais debates e discussões focalizaram o corte de 50 bilhões de reais no orçamento anunciado pelo governo federal, bem como, a continuação dos programas sociais iniciados no governo Lula, sobretudo os projetos de combate à seca e o programa Minha Casa, Minha Vida, a presidente ainda ressaltou que é necessário o Nordeste manter um crescimento acima da média nacional para poder erradicar a miséria e garantiu os investimentos do governo federal para as cidades subsedes da Copa do Mundo 2014.
Ao final do governadores da região lançaram a Carta de Barra dos Coqueiros, onde elencaram 11 pontos considerados questões de forma prioritária e urgente para o desenvolvimento. Participaram da reunião:
- Marcelo Déda, governador de Sergipe e anfitrião da edição
- Rosalba Ciarlini, governadora do Rio Grande do Norte
- Teotônio Vilela Filho, governador de Alagoas
- Jaques Wagner, Governador da Bahia
- Washington Luiz Oliveira, vice-governador do Maranhão[nota 1]
- Cid Gomes, governador do Ceará
- Ricardo Coutinho, governador da Paraíba
- Eduardo Campos, governador de Pernambuco
- Wilson Martins, governador do Piauí
- Antônio Anastasia, convidado e governador de Minas Gerais
- Dilma Rousseff, presidente do Brasil, representante do Governo Federal

### 2017
Em 11 de maio de 2017, teve lugar em Salvador o VIII Encontro dos Governadores do Nordeste. Deste evento foi divulgada uma carta aberta em coletiva de imprensa intitulada "Carta de Salvador". Desse documento destacou-se a proposta baiana de unificação das previdências complementares dos servidores públicos estaduais a partir da adesão à instituição baiana Previdência Complementar da Bahia (PrevBahia), pioneira na região a fim de consolidar uma "PrevNordeste". Participantes do VIII Encontro dos Governadores do Nordeste foram sete governadores e um vice-governador:
- Belivaldo Chagas, vice-governador de Sergipe
- Robinson Faria, governador do Rio Grande do Norte
- Renan Filho, governador de Alagoas
- Rui Costa, governador da Bahia e anfitrião da edição
- Flávio Dino, governador do Maranhão
- Camilo Santana, governador do Ceará
- Ricardo Coutinho, governador da Paraíba
- Wellington Dias, governador do Piauí
- Lídice da Mata, convidada e senadora pela Bahia
- Roberto Muniz, convidado e senador pela Bahia

### 2019
O Fórum de Governadores do Nordeste em 2019 se reuniu em São Luís no dia 14 de março, poucos tempo antes do Fórum de Governadores do Brasil, ocorrido no dia 26. Nessa edição, foi assinado o protocolo para a criação do Consórcio Interestadual de Desenvolvimento Sustentável do Nordeste (Consórcio Nordeste), um consórcio público com finalidade administrativa para de forma conjunta realizar compras e presta serviços públicos, inclusive na comunicação, saúde, infraestrutura e segurança públicas.
A carta resultante dessa edição de 2019 abordou as posições compartilhadas entre os governadores sobre a desvinculação de receitas da União, a reforma da Previdência Social proposta no governo Bolsonaro, o pacto federativo no Brasil, a contratação de médicos após a saída de Cuba do Programa Mais Médicos, cortes no orçamento federal para educação e a política sobre armas. A criação do consórcio depende da aprovação legislativa nas assembleias estaduais de cada um dos nove estados. No mês seguinte, representantes de emissoras de radiodifusão pública estaduais se reuniram em Salvador, em abril de 2019, como desdobramento do Consórcio Nordeste.